# 変なおじさんTV
『変なおじさんTV』（へんなおじさんティービー）は、フジテレビで2000年10月11日から2002年9月25日まで毎週水曜日深夜に放送されたバラエティ番組。イザワオフィス制作。全89回。

## 番組概要
1996年10月からスタートした番組「Shimura-X」シリーズに続くもので、これまでとの違いは志村のバラエティでゴールデン時代以来のショートコントの復活。そして番組名通り、変なおじさんを基盤としたものであった。
当番組は、フジテレビの志村メインのバラエティ番組で唯一「志村けん」の冠（名前の一部分も含む）が入っておらず、志村が演じているコントのキャラクターの名前の番組となっている。
番組前半は、上記出演者による新作ショートコントを放送。ここで放送されたショートコントはのちに『志村けんのだいじょうぶだぁII』および『志村屋です。』にて、傑作コントとして再放送された。
番組後半は、志村扮する変なおじさんがパラパラオールスターズとパラパラを披露、後半が優香扮する変なおじさんの娘（服装は志村版を黄色くしたもの）とともに商売をしているおでんの屋台にて、ゲストを招きトークを行っていた。

### 再放送
2012年12月から2014年2月にかけファミリー劇場で再放送。
第44回のみ放送休止。第29回のみ解禁。

## 時差ネット局の扱い
青森放送（日本テレビ系列）では『めちゃ×2イケてるッ!』休止時の火曜深夜に穴埋めの形で放送されていた。

## 出演者
- 志村けん
- 優香
- 肥後克広（ダチョウ倶楽部）
- 上島竜兵（ダチョウ倶楽部）
- アリtoキリギリス（石井正則・石塚義之）
- 川上麻衣子　2002年3月まではレギュラー出演　2002年4月から終了まではコント・ゲストとして出演
- 加藤明日美
- 山田千鶴

コーナー出演
- パラパラオールスターズ - 変なおじさんパラパラ

コント・ゲスト
- なすび　※2001年9月まで
- 友田安紀
- 火災報知器
- 号泣
- 東海林のり子

## おもな企画
- おでん屋トーク

変なおじさん親子（志村と優香）の営むおでん屋台にゲストが客として訪れ、事前に本人がスケッチブックに描いた「好きな物」「嫌いな物」のイラストをもとにトークが繰り広げられる。
- 変なおじさんパラパラ 2002年3月まで

スタジオに作られたお立ち台で、当時流行のユーロビートに合わせてパラパラオールスターズ（Pala Pala All Stars）がパラパラを踊るなか、DJの呼び込みで登場した志村扮する“変なおじさん”がセンターに加わり、全員で“変なおじさん”のコミカルな動きを取り入れたオリジナルダンスを披露する。使用曲は「SEXY SEXY SEXY」「NO ONE SLEEP IN TOKYO」「BANDOLERO COMANCHERO」。第50回からはニューバージョンが登場。志村と優香の2人が変なおじさんに扮してパラパラオールスターズとお立ち台で踊り、川上・肥後・上島・アリキリ・加藤・山田らレギュラー陣もそれを見ながら一緒にスタジオで踊る。使用曲は「GOCHA!」「JOHNNY GO」。
- 家族コント 2002年3月まで

『志村X』の流れを汲む、番組のオープニングを飾るホームコメディドラマ仕立てのコント。出演は志村（父）、川上麻衣子（母）、優香（長女）、加藤明日美（次女）の4人。居間で食卓を囲む家族の日常が描かれる。サラリーマンの父親と反抗期の娘たちや天然ボケの妻が対立するというパターンが多い。
- 志村社長とキャバ嬢優香（2001年5月下旬から2002年5月下旬まで）

唯一タイトル名が付けられたシリーズコント。不定期実施。

## エンディングテーマ
曲名、アーティスト名、レーベル等がクレジットされ、ミュージックビデオがスタッフロールとともに流れる。
|    | 使用期間                                            | 曲名                        | アーティスト名         | レーベル等                 |
| -- | --------------------------------------------------- | --------------------------- | ---------------------- | -------------------------- |
| 1  | 第1回（2000年10月11日） - 第8回（2000年11月29日）   | Fake                        | VIRUS                  | BMGファンハウス            |
| 2  | 第9回（2000年12月6日） - 第15回（2001年1月31日）    | 真冬の月                    | 河口恭吾               | ワイズビジョナリー         |
| 3  | 第16回（2001年2月7日） - 第19回（2001年2月28日）    | 壊れてしまう前に            | 奈津子                 | 徳間ジャパン               |
| 4  | 第20回（2001年3月7日） - 第26回（2001年4月25日）    | 時代                        | 奈津子                 | 徳間ジャパン               |
| 5  | 第27回（2001年5月2日） - 第35回（2001年6月27日）    | 鳥カゴ                      | 奈津子                 | 徳間ジャパン               |
| 6  | 第36回（2001年7月4日） - 第44回（2001年8月29日）    | i 〜crossin' the star〜     | 木村由姫               | パイオニアLDC              |
| 7  | 第45回（2001年9月5日） - 第47回（2001年9月26日）    | イッテコイノチャラ          | THE ヒロミと茶番       | ジェイ・ワンレコード       |
| 8  | 第48回（2001年10月10日） - 第55回（2001年11月28日） | 恋のホラーショー            | ピカピカ               | 日本クラウン               |
| 9  | 第56回（2001年12月5日） - 第58回（2001年12月19日）  | Victory                     | bond                   | ユニバーサル ミュージック  |
| 10 | 第59回（2002年1月9日） - 第66回（2002年2月27日）    | 銀座あたりでギン!ギン!ギン! | けん♀♂けん             | PRODUCED BY つんく♂        |
| 11 | 第67回（2002年3月13日） - 第69回（2002年3月27日）   | 林檎のうさぎ                | 山田千鶴               | ビクターエンタテインメント |
| 12 | 第70回（2002年4月10日） - 第80回（2002年6月26日）   | アイ〜ン体操                | バカ殿様とミニモニ姫。 | zetima                     |
| 13 | 第81回（2002年7月3日） - 第84回（2002年8月7日）     | 席替え                      | 推定少女               | Epic レコードジャパン      |
| 14 | 第85回（2002年8月14日） - 第89回（2002年9月25日）   | Be-u                        | Bu-Lingery             | ANGEL LIP RECORDS          |

## スタッフ
- 作・構成：朝長浩之、鈴木しげき、中野義博
- 音楽：たかしまあきひこ
- 技術：岩沢忠夫
- カメラ：藤江雅和
- 音声：松本政利
- 映像：原啓教
- 照明：安藤雅夫
- 美術制作：北林福夫、菊地誠
- デザイン：根本研二
- 美術進行：山根安雄
- 大道具：宮越浩
- 装飾：錦織洋史、菊地誠
- 持道具：森知美
- 衣装：佐藤孝二
- かつら：田中千恵、矢津田一寛
- メイク：杉村千春
- 電飾：宇塚敏明
- タイトル：高柳義信
- ペイント：菊地大介
- 編集：轟禎治（ディークラフト）
- MA：大塚大
- 音響効果：戸辺豊（#1-4）、戸辺ブラザーズ（#5-）
- 技術協力：ニユーテレス、IMAGICA
- 制作協力：エスカンパニー、エクシーズ、ワールドミュージック
- 協力：Twin Star（神楽坂ツインスター）
- 衣装協力：TOCO PACIFIC
- 編成：夏野亮（#1-39）、大辻健一郎（#40-74）、熊谷剛(#75-89)、
- タイムキーパー：増山郁子
- 演出補：長谷吉洋
- 演出：戸上浩、小倉肇（エクシーズ）
- プロデューサー：井澤健
- 企画制作：イザワオフィス